# الخلافة على الكرسي البابوي
التعاقب الرسولي أو الخلافة على الكرسي البابوي هي الطريقة التي تُعتبر بموجبها كهانة الكنيسة المسيحية مستمدة من تلاميذ المسيح عبر خلافة مستمرة، والتي ترتبط عادة بادعاء أن الخلاقة تجري عبر سلسلة من الأساقفة. يعتقد مسيحيو الكنيسة الرومانية الكاثوليكية، والأرثوذكسية الشرقية، والأرثوذكسية المشرقية، والكاثوليكية القديمة، والمورافية، والهوسية التشيكوسلوفاكية، والأنجليكية، وكنيسة المشرق الآشورية، وتقاليد الكنيسة اللوثرية الاسكندنافية بأنه «لا يمكن أن يكون للأسقف أحكام نظامية وفعالة إلا إذا رُسم بموجب هذه الخلافة البابوية». لا تعتبر هذه التقاليد الرسامات البابوية للتقاليد الأخرى فاعلة دائمًا.
نُظر إلى هذه السلسلة في الأصل على أنها سلسلة أساقفة كرسي مُعين أسسه واحد أو أكثر من تلاميذ المسيح. وفقًا للمؤرخ هوستو إل. غونثاليث، فإن الخلافة البابوية تُفهم عمومًا اليوم على أنها تعني سلسلة من الأساقفة، بصرف النظر عن الكرسي، رُسم كل منهم على أيدي أساقفة آخرين، هم أنفسهم رُسموا بالطريقة نفسها في سلسلة ترجع إلى التلاميذ. وفقًا للجنة الدولية المشتركة للحوار اللاهوتي بين الكنيسة الكاثوليكية والكنيسة الأرثوذكسية الشرقية، فإن «الخلافة البابوية» تعني أكثر من مجرد انتقال للسلطات. إنها خلافة في كنيسة تقر بالإيمان الرسولي، بالاشتراك مع كنائس أخرى، تقر بالإيمان الرسولي نفسه. «يلعب (عرش الأسقف) دورًا مهمًا في إدخال الأسقف إلى قلب البابوية الكنسية»، لكن حالما يترسم الأسقف، يصير في كنيسته كفيل الرسولية وخليفة تلاميذ المسيح.
إن أولئك الذين يؤمنون بأهمية الخلافة البابوية من خلال وضع الأيدي الأسقفي يلجؤون إلى العهد الجديد، الذي، كما يقولون، يشير ضمنًا إلى خلافة بابوية شخصية (من بولس الطرسوسي إلى تيموثاوس إلى تيطس مثلًا). يلجؤون أيضًا إلى وثائق أخرى من الكنيسة الأولى، ولا سيما رسالة كليمنت الأولى. في هذا السياق، ذكر كليمنت بوضوح على أن تلاميذ المسيح عينوا الأساقفة خلفاء لهم وأعطوا توجيهات بأن على الأساقفة أن يعينوا بدورهم خلفاءهم، وفي ضوء ذلك، لا يمكن عزل قادة الكنيسة أولاء من دون سبب وليس بهذه الطريقة. علاوة على ذلك، يشير مؤيدو ضرورة الخلافة البابوية الشخصية للأساقفة داخل الكنيسة إلى الممارسة الشاملة للكنيسة المبكرة غير المنقسمة (حتى عام 431م)، قبل تقسيمها إلى كنيسة الشرق، والأرثوذكسية المشرقية، والكنيسة الأرثوذكسية الشرقية والكنيسة الرومانية الكاثوليكية.
ينكر بعض البروتستانتيين الحاجة إلى هذا النوع من الاستمرارية، وقد شككوا تشكيكًا شديدًا بالمزاعم التاريخية المعنية في ذلك، إذ علق الأكاديمي الأنجيليكي إريك جي. جاي قائلًا بأن الرواية المروية عن ظهور الأسقفية في الفصل الثالث من الدستور العقائدي لومن جينيوم (1964) «هزيلة للغاية، وقد جرى تجاوز العديد من الالتباسات في التاريخ المبكر للكهانة المسيحية».

## المعاني المختلفة
شرح مايكل رامزي، وهو أسقف إنجليكي إنجليزي ورئيس أساقفة كانتربيري (1961- 1974)، ثلاث معان مختلفة «للخلافة البابوية»:
1. تعني خلافة أسقف لأسقف في الكرسي نفسه أن ثمة استمرارية للتعاليم: «في حين أن الكنيسة بكليتها هي الوعاء الذي تُسكب فيه الحقيقة، فإن الأساقفة هم العضو المهم في تنفيذ هذه المهمة».
2. إن الأساقفة خلفاء الرسل أيضًا في أن «الوظائف التي يؤدونها من وعظ وحكم وترسيم هي نفس التي كان الرسل يؤدونها».
3. إنها تستخدم أيضًا للدلالة على أن «النعمة تنتقل من الرسل عبر كل جيل من الأساقفة من خلال وضع الأيدي».

أضاف أيضًا أن البند الأخير أثار الجدل فقد زُعم أن هذا الجانب من العقيدة لم يُعثر عليه قبل زمن القديس أوغسطينوس، في حين يزعم آخرون أنه مُضمن في الكنيسة في القرنين الثاني والثالث.
في تصريح بعام 1982 عن المعمودية وسر القربان المقدس والكهانة، قالت لجنة الإيمان والنظام التابعة لمجلس الكنائس العالمي إن «التجلي الرئيس للخلافة البابوية يوجد في التقليد الرسولي في الكنيسة باعتبارها كلًا واحدًا... وفي ظل الظروف التاريخية الخاصة للكنيسة المتنامية في القرون الأولى، أصبحت خلافة الأساقفة إحدى الطرق، إلى جانب نقل الإنجيل وحياة الجماعة، التي يجري التعبير عن الكنيسة فيها». وتحدثت عن الخلافة الأسقفية باعتبارها شيئًا يمكن للكنائس التي ليس لها أساقفة أن تراه «علامة، وإن لم تكن ضمانًا، لاستمرارية الكنيسة ووحدتها»، وأن جميع الكنائس يمكن أن تعتبر «علامة على رسولية حياة الكنيسة بأكملها».
حاكى بيان بورفو المشترك (1996) الذي وافقت عليه الكنائس الأنجليكانية في الجزر البريطانية ومعظم الكنائس اللوثرية في الدول الاسكندنافية ودول البلطيق، بياني ميونيخ (1982) وفنلندا (1988) للجنة الدولية المشتركة للحوار اللاهوتي بين الكنيسة الرومانية الكاثوليكية والكنيسة الأرثوذكسية بالقول إن «استمرار رسامة الأسقف للخدمة البابوية لا يمكن فصله عن استمرارية الحياة وشهادة الأبرشية التي دُعي إليها».
اعتبر بعض الأنجيليكيين، بالإضافة إلى غيرهم من البروتستانتيين، أن الخلافة البابوية «يمكن فهمها أيضًا على أنها استمرار في التعليم العقائدي من زمن الرسل حتى الوقت الحاضر». على سبيل المثال، يحدد المؤتمر الميثودي البريطاني «الاستمرارية الحقيقية» مع كنيسة العصور الماضية في «استمرارية التجربة المسيحية، والشراكة في عطية الروح الواحد، وفي استمرارية الولاء لرب واحد والاستمرارية في التبشير، واستمرار قبول المهمة».

لخصت تعاليم المجمع الفاتيكاني الثاني حول الخلافة البابوية كما يلي:
لقد خلف الأساقفة الرسل، وليس لأنهم جاؤوا بعدهم فقط، بل لأنهم ورثوا السلطة الرسولية أيضًا... «لإتمام هذه المهمة الرسولية، وعد المسيح الرسل بالروح القدس...» [هؤلاء] «أغناهم السيد المسيح بتدفق خاص من الروح القدس... هذه العطية الروحية قد انتقلت إلينا عبر الرسامة البابوية».